# Коваль Олексій Михайлович
Олексій Михайлович Коваль (нар. 29 квітня 1945, Київська область) — український діяч, голова Державного митного комітету України.

## Біографія
У 1967 році закінчив Київський державний університет імені Тараса Шевченка, перекладач.
У 1967—1991 р. — інспектор Київської митниці; начальник транзитно-вантажного відділу Бориспільської і Київської митниць. З грудня 1991 року — заступник начальника Київської митниці.
11 грудня 1991 — 11 березня 1993 р. — голова Державного митного комітету України.
У квітні — травні 1993 р. — начальник Бориспільської митниці.
З травня 1993 року — радник з митної справи Посольства України в Королівстві Бельгія. Був радником Київського міського голови Олександра Омельченка.
Потім — на пенсії у місті Києві.